# Ricardo Castro Herrera
Ricardo Rafael de la Santísima Trinidad Castro Herrera (Durango,7 de febrero de 1864-Ciudad de México, 28 de noviembre de 1907), conocido como Ricardo Castro, fue un pianista y compositor mexicano, considerado como «el último músico romántico del Porfiriato».

## Biografía

### Primeros años
Ricardo Castro Herrera nació en la Hacienda de Santa Bárbara, Municipio de Nazas, Durango, México en 1864. Hijo del matrimonio formado por Vicente Castro (diputado federal en la VIII Legislatura del Congreso de la Unión) y María de Jesús Herrera. Los estudios básicos los cursó en la ciudad de Durango y a la edad de seis años inició su instrucción musical con el maestro Pedro H. Cisneros.
En 1879 se trasladó con su familia a la Ciudad de México con el propósito de que estudiara el bachillerato, pero a la edad de 13 años lo inscribieron en el Conservatorio Nacional de Música en donde estudió piano con Juan Salvatierra y Julio Ituarte, además de Armonía y Composición con Melesio Morales. Su vocación musical era evidente y concluyó en sólo cinco años el programa de estudios que, por lo común, tomaba diez, graduándose en 1883.
Inició su carrera como concertista de piano y compositor antes de terminar sus estudios y en 1882 ganó dos premios, uno como pianista en la Exposición de Querétaro y otro como compositor en la Exposición de Veracruz. A los 19 años, en 1883, concluyó su Primera Sinfonía en Do menor titulada "Sagrada", que no sería estrenada sino hasta 1988, 81 años después de su muerte.

### Compositor y concertista
Para 1883 el Gobierno de México seleccionó varias de sus obras para enviarlas a Venezuela, como parte de la conmemoración del primer centenario del nacimiento del libertador Simón Bolívar. En marzo de 1885 representó a México en la Exposición Algodonera Internacional de Nueva Orleans y en ese año y el siguiente realizó una gira de conciertos por varias ciudades de Estados Unidos: Chicago, Filadelfia, Washington D. C. y Nueva York.
Junto con Gustavo Ernesto Campa y Juan Hernández Acevedo, fundó en 1886 el Instituto Musical Campa-Hernández Acevedo, donde impartía clases teóricas y prácticas de piano. Para entonces, Ricardo Castro era ya muy famoso tanto en México como en el extranjero por sus composiciones y por su virtuosismo al piano. 
En 1892, junto con otros compositores, Ricardo Castro fundó la Sociedad Anónima de Conciertos, en cuyas funciones estrenó varias obras para piano y orquesta. También fue fundador de la Sociedad Filarmónica Mexicana en 1895, creada para la difusión de la música de cámara.
En 1896, al inaugurarse la Sala de Conciertos de la Casa Wagner, Castro realizó el concierto de apertura y en ese mismo año se estrenó en el Teatro Renacimiento su ópera "Atzimba", que trata de la conquista de Michoacán. En 1900 publicó crónicas musicales en varios periódicos de la Ciudad de México y en 1902 hizo una gira por 17 ciudades de México en donde ofreció 30 conciertos. En la ciudad de Guadalajara, capital del estado de Jalisco, se presentó en el Teatro Degollado en el mes de septiembre.

### El viaje a Europa
El compositor y concertista fue becado por el Gobierno de México para perfeccionar su formación musical y de 1903 a 1906 estuvo en varias ciudades de Europa en donde además impartió cursos, conferencias magistrales y conciertos en los conservatorios de París, Berlín, Londres, Bruselas, Roma, Milán y Leipzig. La beca que recibió Castro resultó de las gestiones que para tal efecto realizó el entonces subsecretario de Instrucción Pública, Justo Sierra, a quien en respuesta por su ayuda le dedicó dos obras: Tema variado y Suite. En Europa, Ricardo Castro tomó clases de piano con la pianista venezolana Teresa Carreño, a quien dedicó la pieza Pres de Ruisseau.

### Director del Conservatorio Nacional de Música
A su regreso de Europa, en 1906, fue nombrado director del Conservatorio Nacional de Música y Declamación, por Justo Sierra, cargo que inició el 1 de enero de 1907. Sin embargo, Ricardo Castro falleció tan solo unos meses después, el 28 de noviembre de 1907 a la edad de 43 años, como consecuencia de una pulmonía. 

## Estilo y obras
Entre sus obras destacan el vals Capricho (la más popular y conocida), sus óperas Atzimba (1901, sobre la conquista de Michoacán), La Leyenda de Rudel, Don Juan de Austria, Satán vencido y El beso de la Rousalka. Las primeras dos fueron estrenadas. La partitura de Atzimba se perdió en el siglo XX y la existencia de las últimas tres óperas se conoce por referencias, pero se desconoce si realmente las compuso. También escribió música de cámara y otra Sinfonía en Re menor (1893), además de un Concierto para violonchelo y orquesta (1902) que fue estrenado en Amberes, Bélgica al igual que su Concierto para piano y orquesta (1904), el primero escrito en América Latina. Este último, pertenece estilísticamente al romanticismo tardío y, en ese sentido, dialogó con la música de su época a escala mundial.
Ricardo Castro era gran admirador de Chopin y es el único compositor mexicano que escribió varias polonesas para piano solo. También compuso mazurkas, como otros compositores de su época, pero entre sus obras se encuentra una de gran envergadura, el "Tema variado" que se sustenta en los estudios sinfónicos de Schumann.
Ricardo Castro formó parte del llamado «Grupo de los Seis» integrado además por Gustavo E. Campa, Juan Hernández Acevedo, Carlos J. Meneses, Ignacio Quesada y Felipe Villanueva. El grupo se distinguió por su corte afrancesado, aunque Castro fue el único de los seis que incursionó en el impresionismo, inspirado sobre todo en la música de Debussy. Después de la obra de Castro, se considera que en la música mexicana de concierto surgió el modernismo.
Salvo el vals Capricho, la obra de Ricardo Castro es desconocida incluso para los mexicanos. Los herederos de Ricardo Castro nombraron a José F. Vásquez depositario legal de su obra como consecuencia del esfuerzo aplicado por este director en difundir la obra de Castro.

## Libros sobre Castro
En el marco del centenario de su muerte, el 28 de noviembre de 2007, los autores Emilio Díaz Cervantes y Dolly de Díaz presentaron el libro Ricardo Castro, Genio de México. Posteriormente, en 2009 apareció el libro de Gloria Carmona (investigadora del CENIDIM) titulado Álbum de Ricardo Castro: investigación iconográfica y documental. Finalmente, en 2020 fue presentado el libro El compositor mexicano Ricardo Castro (1864-1907): vida y obra del musicólogo Rogelio Álvarez Meneses, el cual es considerado como el trabajo más completo que se ha publicado sobre este autor.

## Obra

### Lista de obras para piano
- Danza Frívola
- Gavotte et Musette, Op. 45
- Nostalgie, Op. 44
- Valse intime, Op. 9, no. 1
- Preludio op. 18
- Sarabande
- Impromptu en forma de Polca
- Amor filial, fantasía poética (1880)
- Vals Capricho, Op. 1
- Vals Capricho para Piano y Orquesta, Op. 2
- Nerveux et Gracieux, Deux mazurkas, Op. 3
- Clotilde, vals elegante, Op. 4
- Ballade en sol mineur, Op. 5
- Scherzino, Op. 6
- Douze etudes pour piano d'apres Clementi, Op. 7
- Trois pensées musicales, Op. 8 
  - Appassionato
  - Melodie
  - Menuet
- Minueto en La bemol, Op. 9, no. 2
- Aires nacionales mexicanos, Capricho brillante, Op. 10
- Polonaise, Op. 11
- Laender, Op.12, no. 1
- Valse-bluette, Op. 12, no. 2
- Six préludes, Op. 15 
  - Feuille d'album
  - Barcarole
  - Rêve
  - Sérènade
  - Nocturne
  - Etude
- Près du Ruisseau, Op. 16
- Valse impromptu, Op.17
- Suite, Op. 18
  - Prélude - Moderato
  - Sarabande - Andante
  - Caprice - Vivo
- Valse rêveuse, Op. 19
- Estudio de concierto, no. 1, 2, Op. 20
- Minué, Op. 23
- Deux morceux de concert, Op. 24
  - Gondoliera (Souvenir de Venise)
  - Tarantela
- Valse de concert, Op. 25
- Valse arabesque, Op.26, no. 1
- Berceuse, Op. 26, no. 2
- Impromptu en forma de valse, Op. 28, no. 1
- Impromptu en forma de polca, Op. 28, no. 2
- Improvisaciones, 8 danzas características mexicanas, Op. 29
- Deux pieces intimes, Op. 30
  - Valse sentimentale
  - Barcarolle
- Vals amoroso, Op. 31, no. 2
- Menuet a Ninon, Op. 32
- Moment de valse, Op. 34, no. 1
- Petite Marche militaire, Op. 34, no. 2
- Berceuse, Op. 36, no. 1
- Valse mélancolique, Op. 36, no. 2
- Barcarolle, Op. 37, no. 1
- Valse fugitive, Op. 37, no. 2
- Menuet rococo, Op. 38, no. 1
- Plainte, Op. 38, no. 2
- Valse printanière, Op. 39
- Menuet humoristique, Op. 40
- Impromptu, Op.41
- Scherzando, Op. 42
- Fileuse, Op. 43
- Mazurka, Op. 46
- Thème Varié, Op. 47
- Primero nocturno en Si menor, Op. 48
- Segundo nocturno en Fa# menor, Op. 49
- Alegría de corazón
- Canción sin palabras
- Canto de amor
- Cuatro danzas 
  - Coquetería
  - Declaración
  - Si...
  - En vano
- Deuxième polonaise
- Josefina, Vals
- Mazurca en si menor
- Mazurca melancólica
- Scherzetto
- Soirées mondaines (Cinq valses legéres) 
  - Vibration d'amour
  - Parfums de Vienne
  - Paris entrainant
  - Fleurs, femmes et chant
  - Frivole passionnée
- Valse capricieuse
- Vals caressante (Vals cariñoso)

### Óperas
- Atzimba (1901)
- La Leyenda de Rudel
- Don Juan de Austria
- Satán vencido
- El beso de la Rousalka

### Otras obras
- Orquestación de la ópera Zulema de Ernesto Elorduy
- Romance Op. 21 para violín y piano (dedicada a Joseph White)
- Melodía Op. 35 para violín y piano
- Minuetto Op. 23 para instrumentos de arco
- Concierto para chelo y orquesta
- Concierto para piano y orquesta
- 2 Sinfonías
- Oithona, poema sinfónico